# Trattbergstjärnen
Trattbergstjärnen är en sjö i Örnsköldsviks kommun i Ångermanland och ingår i Gideälvens huvudavrinningsområde. Trattbergstjärnen ligger i Gammtratten Natura 2000-område.
Tjärnen har inget tillflöde på kartan men den får påfyllning från minst en liten skogsbäck (se bild). Utflödet är en 1,8 km lång namnlös bäck som är ett biflöde till Trattbergssjöbäcken som mynnar i Långtjärnen (Björna socken, Ångermanland, 708192-161962).

## Galleri

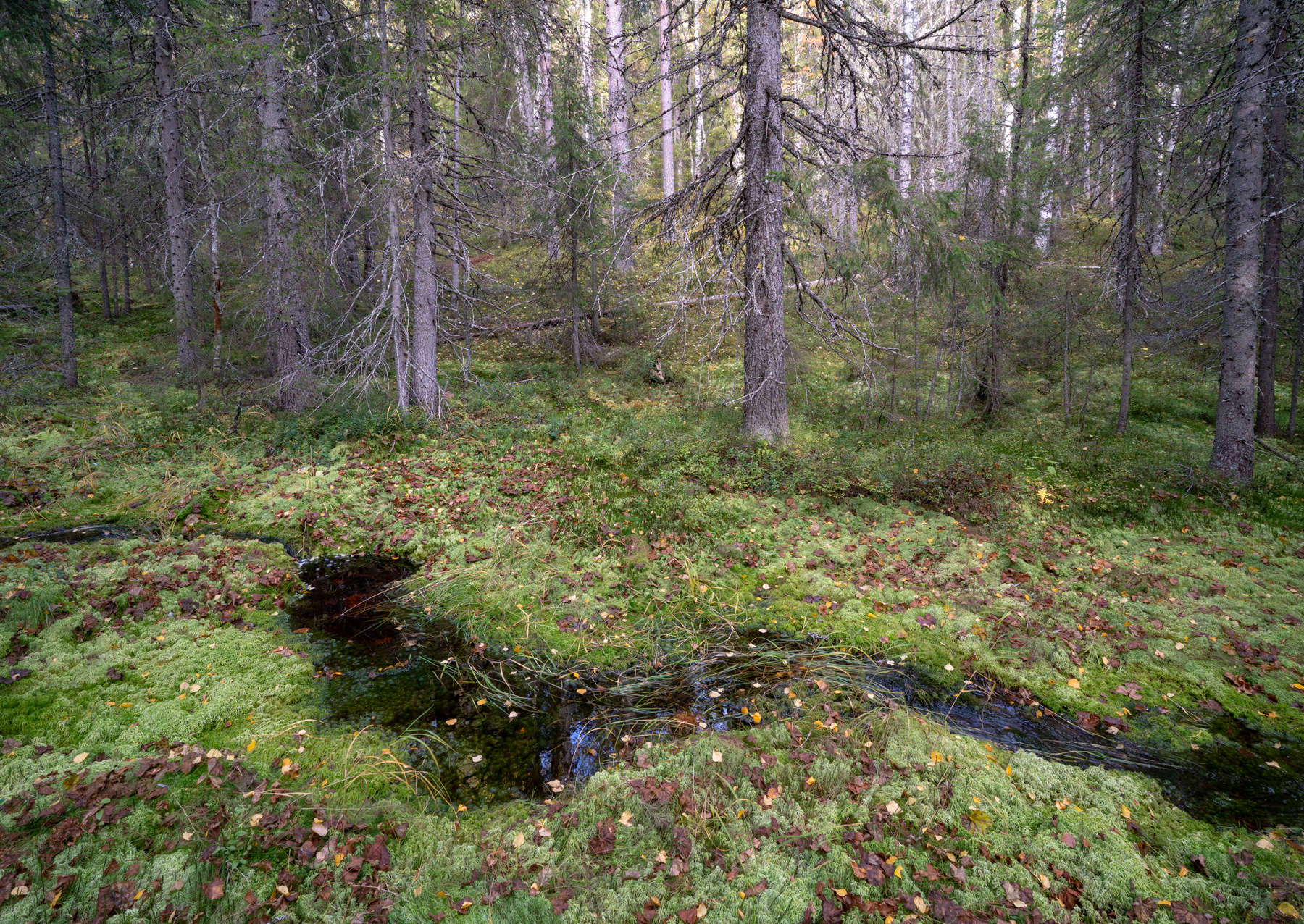
En liten skogsbäck vars vatten kommer från myrarna på östra sidan av berget Gammtratten. Bäcken mynnar i Trattbergstjärnen.